# Titi (futebolista, 1988)
Cristian Chagas Tarouco, mais conhecido como Titi, (Pelotas, 12 de Março de 1988) é um futebolista brasileiro que atua como zagueiro. Atualmente joga pelo Goiás.

## Carreira

### Internacional
Foi revelado pelo Internacional em 2007, onde participou da conquista da Recopa Sul-Americana e, no ano seguinte, do Campeonato Gaúcho.

### Náutico
Teve uma rápida passagem pelo Náutico no segundo semestre de 2008.

### Vasco da Gama
Em 2009, foi emprestado ao Vasco da Gama. No clube carioca se firmou como titular e foi campeão da Série B de 2009.
No final da temporada 2010, o empréstimo de Titi ao Vasco terminou e ele retornou ao Internacional.

### Bahia
O clube gaúcho o emprestou novamente, dessa vez para o Bahia, onde ficou até o final de 2011. Pelo seu bom rendimento no clube,sendo inclusive escolhido como capitão do time, Titi acertou de vez com o Bahia com um contrato de mais 3 anos. No ano de 2012 já titular absoluto, xodó da torcida e capitão do Esquadrão de Aço, Titi foi um dos jogadores mais importantes para a conquista do Campeonato Baiano 2012. No dia 18 de agosto de 2012, Titi completou 100 jogos contra o Náutico, onde o Bahia perdeu a partida por 1x0.
No dia 11 de maio de 2014, Titi completou 200 jogos pelo Bahia, contra o Vitória, onde a partida terminou por 1x1.

## Vida pessoal
Titi nasceu na cidade de Pelotas, no Rio Grande do Sul. É filho de Vera e José, tem como irmãos Sabrina, Maiander e Ana Júlia, e é pai de Lorenzo, Antonella, Joaquim e Benício.

## Títulos
Internacional
- Recopa Sul-Americana: 2007
- Campeonato Gaúcho: 2008

Vasco da Gama
- Campeonato Brasileiro - Série B: 2009
- Copa da Hora: 2010

Bahia
- Campeonato Baiano: 2012, [2] 2014, 2015

Fortaleza
- Campeonato Cearense: 2021, 2022, 2023
- Copa do Nordeste: 2022, 2024

### Individual
- Seleção do Campeonato Baiano: 2014
- Seleção do Campeonato Baiano: 2015